# Gräns

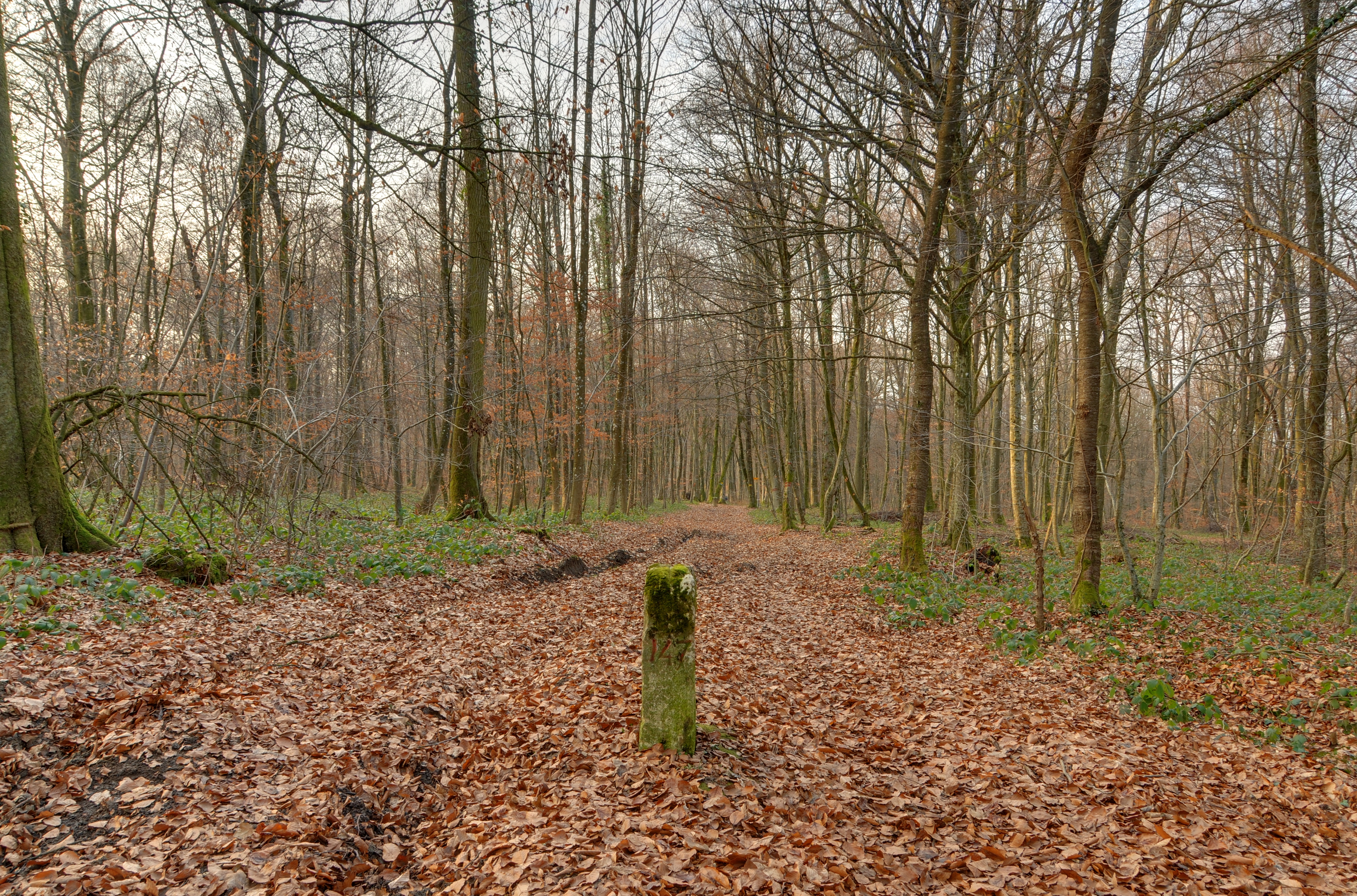
Gränsen mellan Schweiz och Frankrike, här markerad med gränsstenar. På vänster sida på bilden Schweiz och på höger sida Frankrike.

En gräns är en beteckning på något som skiljer två områden, konkreta eller abstrakta, från varandra.
Ofta används gränser för att skilja på olika geografiska områden, men gränser kan definieras för i princip alla mätbara storheter. Geografiska gränser, såsom fastighetsgränser, kommungränser, länsgränser, delstatsgränser och statsgränser, finns både på land och i vatten. Gränser i den senare betydelsen kan exempelvis användas för att avgränsa vad som är hälsosamt, i form av hygieniska gränsvärden.
Gränser märks normalt ut på marken genom rågångar och gränsmärken. Det är brottsligt att flytta eller förstöra gränsmärken, även om det inte sker med avsikt.

## Olika typer av gränser
- Länsgränser
- Delstatsgränser
- Stadsgränser
- Fastighetsgränser
- Traktgräns
- Kommungräns
- Annan registerområdesgräns